# Wielki Mistrz Philippe Villiers de L’Isle Adam przejmujący Mdinę
Wielki Mistrz Philippe Villiers de L’Isle Adam przejmujący Mdinę – obraz francuskiego artysty Antoine de Favraya z około 1750. Przedstawia Philippe Villiersa, wielkiego mistrza joannitów, wkraczającego do miasta Mdina i obejmującego je w posiadanie podczas ceremonii zwanej „possesso”. Rzeczywiste wydarzenie będące tematem obrazu miało miejsce 13 listopada 1530, niedługo po ustanowieniu władzy joannitów na Malcie. Obraz znajduje się w Pałacu Wielkiego Mistrza w Valletcie na Malcie.

## Ceremonia „possesso” w 1530

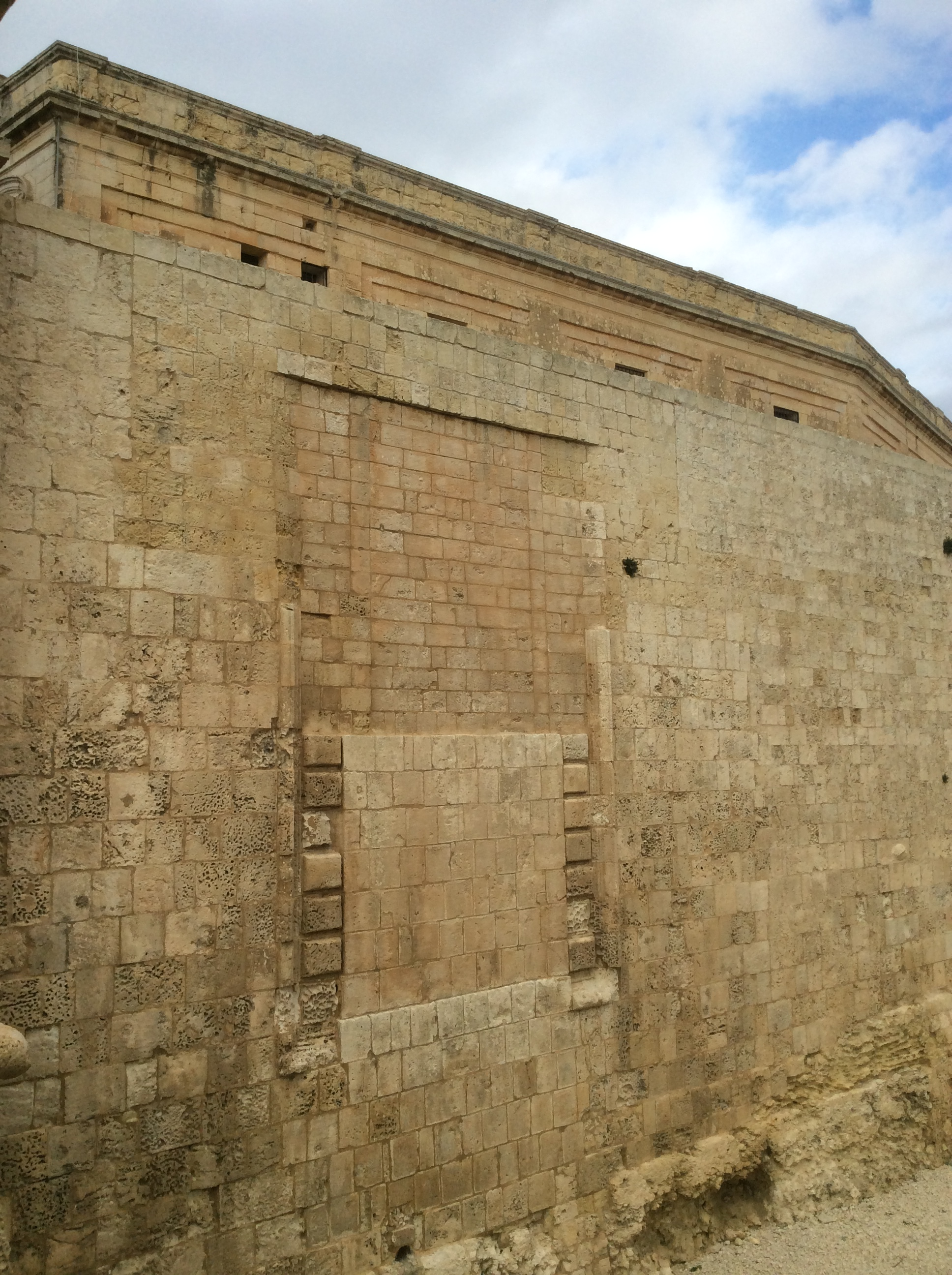
Miejsce po starej bramie do Mdiny. Została zamurowana w XVIII wieku po wybudowaniu obok nowej bramy

W 1530 cesarz Karol V (który był także królem Sycylii) podarował Wyspy Maltańskie Zakonowi joannitów. Wkrótce po przybyciu joannitów na wyspy odbyła się ceremonia, podczas której wielki mistrz Philippe Villiers de L’Isle Adam objął w posiadanie (wł. possesso) średniowieczną stolicę Malty Mdinę. Ceremonia miała miejsce 13 listopada 1530, a później tradycją stało się organizowanie podobnych ceremonii po wyborze każdego nowego wielkiego mistrza.
Między szlachtą maltańską mieszkającą w Mdinie a joannitami istniała pewna wrogość, ponieważ przejęcie Malty przez tych ostatnich znacznie zmniejszyło jej władzę i wpływy. Università, będąca radą miejską złożoną ze szlachty Mdiny, zorganizowała ceremonię „possesso” próbując nawiązać lepsze stosunki z joannitami, jednocześnie pokazując własne możliwości.
Wydarzenie obejmowało procesję, która rozpoczęła się w klasztorze św. Augustyna w Rabacie, a zakończyła się w katedrze w Mdinie. Centralnym punktem uroczystości było przekazanie wielkiemu mistrzowi kluczy do miasta. Akt Università polegający na przekazaniu tych kluczy w prezencie wielkiemu mistrzowi miał na celu nałożenie na niego obowiązku ochrony Mdiny i ludności maltańskiej. Przyjmując klucze, wielki mistrz potwierdzał autorytet i lojalność szlachty.
Ceremonia z 1530 znana jest ze źródeł pierwotnych, takich jak zapisy Università, oraz ze źródeł wtórnych, takich jak historia joannitów Giacomo Bosio napisana w 1589. Ta ostatnia jest szczegółową relacją, prawdopodobnie opartą na relacjach wcześniejszych kronikarzy, które często zawierały pewne prozakonne inklinacje.

## Opis obrazu
Obraz przedstawia moment przekazania wielkiemu mistrzowi ceremonialnych kluczy Mdiny. Centralną postacią kompozycji jest Villiers de L’Isle Adam ubrany w czarną szatę, na której wyraźnie widać krzyż maltański. Pokazano go stojącego przed bramą miasta, a w tle są widoczne niektóre fortyfikacje. Jedna z postaci stojących za Villiersem trzyma miecz ceremonialny; ten ostatni jest anachronizmem, ponieważ przedstawia broń z XVIII , a nie z XVI wieku. Nad centralnymi postaciami trzymany jest czerwony baldachim ceremonialny ozdobiony herbami Zakonu i wielkiego mistrza.   
Męscy przedstawiciele szlachty maltańskiej są przedstawieni w pozycji stojącej lub klęczącej wokół wielkiego mistrza, co symbolizuje przekazanie władzy od szlachty na rzecz joannitów. W tle pokazano kobiety oglądające wydarzenie, które właśnie ma miejsce. Na obrazie przedstawiono także mężczyznę otwierającego bramę miasta oraz artylerię oddającą z fortyfikacji salwę powitalną.

## Historia
Dzieło zostało namalowane przez Antoine de Favraya gdzieś pomiędzy 1744 a 1762, najprawdopodobniej około 1750. Obraz zamówiony przez joannitów za rządów Manuela Pinto da Fonseca to jedno z wielu dzieł Favraya ilustrujących epizody z historii Zakonu.
Dziś obraz znajduje się w Sali Ambasadorów pałacu Wielkiego Mistrza w Valletcie.

## Dziedzictwo
W latach 1938 i 1943 obraz ten został przedstawiony na znaczkach maltańskich 2½d wraz z portretem panującego wówczas brytyjskiego monarchy Jerzego VI. W latach 1948 i 1953 emisja znaczka została wznowiona z nadrukiem «Self-Government» i pozostawał w powszechnym użyciu aż do połowy lat 50. XX wieku. Obraz został przedstawiony również na maltańskim znaczku pocztowym w 1999. 